# Achaearanea subvexa
Achaearanea subvexa är en spindelart som beskrevs av Zhu 1998. Achaearanea subvexa ingår i släktet Achaearanea och familjen klotspindlar. Inga underarter finns listade i Catalogue of Life.